# Dax Flame
Dax Flame (geboren 5. November 1992 in Dallas, Texas als Madison Theodore Patrello) ist ein US-amerikanischer Schauspieler, Autor und YouTuber.

## YouTube
Dax gehörte zu den frühen YouTube Stars. Er erreichte Millionen Clicks und gehörte deshalb zu den ersten, die YouTube 2007 in das Partnerprogramm aufnahm, um deren Content zu entlohnen. Sein Kanal gehörte in den Anfangsjahren zu den Top 20 der am meisten abonnierten Känale. Dax Flames YouTube-Kanal, auf dem er sich auch Bernice Juach nannte, hatte Ende 2024 729.000 Abonnenten. Neben einer TV-Dokumentation sendete die BBC 2020 auch ein fast 20-minütiges Radioportrait über Dax Flame. Bis heute wird gerätselt, ob seine Filme „echt“ oder geschauspielt waren.

## Filmkarriere
Dax Flame verkörperte 2012 die Rolle des Dax im Film Project X, außerdem spielte er in den Filmen 21 Jump Street und 22 Jump Street die Nebenrolle des Zack.

## Filmografie
- 2012: The Watch – Nachbarn der 3. Art
- 2012: Project X
- 2012: 21 Jump Street
- 2014: 22 Jump Street
- 2016: Another Evil[11]

## Autor
- 2014: I’m Just Sitting on a Fence: The secrets of life. ISBN 978-0-692-34150-6
- 2019: Ice Cream Man, ISBN 978-1-7005-8365-9
- 2020: Dax Flame’s Guide to Making Money as an Influencer. ISBN 979-8-6689-7111-4

## Dokumentation
- 2020: Life and struggle after YouTube fame. BBC[7]
- 2020: Ice Cream Man. iDubbbzTV[12]